# Холечек, Иоганн
Иоганн Холечек (нем. Johann Holetschek; 1846 − 1923) — австрийский астроном.

## Биография
Родился в Нижней Австрии, окончил Венский университет, получил докторскую степень в 1872. С 1879 по 1919 работал в Венской обсерватории — сначала ассистентом, впоследствии адъюнктом. Основные труды в области исследований туманностей, комет, переменных звёзд.
В его честь назван кратер на обратной стороне Луны.